# Национальное исламское движение Афганистана
Национальное исламское движение Афганистана (перс. جنبش ملی اسلامی افغانستان‎) — светская политическая партия центристского толка, основанная в 1992 году генералом армии Абдул-Рашид Дустумом. Входила в число парламентских партий республики Афганистан.

## Описание
После падения режима Наджибуллы в 1992 году во главе с генералом Абдул-Рашидом Дустумом было создано «Национальное исламское движение Афганистана», которое объединило узбекских и туркменских ополченцев и представителей других этнических групп, находилось в городе Мазари-Шариф.
В 1992—1997 годах Движение контролировало большую часть северных провинций Саманган, Балх, Джаузджан, Фарьяб, Баглан, в границах которых движением было создано собственное правительство с вооружёнными силами, входившее в военный блок «Северный альянс» против радикального движения «Талибан».
В 2004 году на Президентских выборах в Афганистане (2004) лидер движения генерал армии Дустум занял 4-е место, уступив 1-е место Хамиду Карзаю, в правительстве которого занял пост заместителя министра вооруженных сил.
В 2018 году на Парламентских выборах в Афганистане (2018) движение получило 10 депутатских мест в Доме народа Национальной ассамблеи.